# Nœud de demi-cabestan
Le nœud de demi-cabestan, nœud italien ou MB (Mezzo Barcaiolo en italien) ou HMS (acronyme de Halbmaswtwurfsicherung - nœud de demi-cabestan en allemand), Munter Hinch en anglais, est un nœud de freinage par friction.

## Alpinisme et escalade
Le demi-cabastan est notamment utilisé, avec un mousqueton dédié, en assurage pour réduire très fortement l'effort de traction par friction de la corde sur elle-même lors de la chute d'un grimpeur, et ainsi rendre possible le maintien de la corde par l'assureur.
Il est utilisé, soit pour assurer un premier de cordée en alpinisme ou un grimpeur en-tête ou en moulinette en escalade, soit pour assurer un second ou des seconds de cordée depuis un relais, soit pour s'auto-assurer en descente en rappel.
Le demi-cabastan est confectionné sur un mousqueton dédié normé, de type HMS ou type H, possédant une base large pour l'utilisation en sécurité de ce nœud d'assurage. Ce nœud permet de faire coulisser dans un sens une corde dans un mousqueton tout en absorbant une partie de l'énergie par un maintien réduit.

## Sécurité
Dès que la sécurité d'une personne est en jeu, le nœud ne doit pas être réalisé avec le brin de contrôle orienté vers le doigt du mousqueton, comme sur l'illustration, car il y a danger qu'il s'en échappe. Si besoin est, ressortir complètement le nœud du mousqueton, et le réintroduire par l'autre côté. Attention : le brin de contrôle change naturellement de position lorsque le nœud se retourne lors de l'inversion des tractions.

Dans tous les cas, il est nécessaire d'utiliser un mousqueton à vis.